# Camarosporium virgiliae
Camarosporium virgiliae är en svampart som beskrevs av Henn. 1903. Camarosporium virgiliae ingår i släktet Camarosporium, ordningen Botryosphaeriales, klassen Dothideomycetes, divisionen sporsäcksvampar och riket svampar.   Inga underarter finns listade i Catalogue of Life.